# Armando Tobar
Armando Tobar (ur. 7 czerwca 1938, zm. 18 listopada 2016 w Viña del Mar) – chilijski piłkarz, napastnik. Brązowy medalista MŚ 62.
W reprezentacji Chile zagrał 33 razy. Debiutował w 1959, ostatni raz zagrał w 1967. Podczas MŚ 62 wystąpił w czterech spotkaniach Chile, cztery lata później zagrał w jednym meczu. Był wówczas piłkarzem Universidad Católica. Wcześniej grał w Santiago Wanderers, w 1958 w barwach tego klubu został mistrzem Chile. Także z Universidad był mistrzem kraju. Brał udział w Copa América 1959 oraz Copa América 1967.